# Corydoras bethanae
Corydoras bethanae — вид сомоподібних риб з роду коридорас родини панцирних сомів. Описаний у 2021 році.

## Поширення
Ендемік Перу Поширений у басейнах річок Ріо-Бланко та Укаялі на північному заході країни.